# Tirreno-Adriatico 1983
Tirreno-Adriatico 1983 est la 18e édition de la course cycliste par étapes italienne Tirreno-Adriatico. L’épreuve se déroule entre le 11 et le 16 mars 1983, sur un parcours final de 856,8 km.
Le vainqueur de la course est l’Italien Roberto Visentini (Inoxpran).

## Classements des étapes
| Étape | Date    | Villes étapes                         | km    | Vainqueur d’étape      | Leader du classement général |
| ----- | ------- | ------------------------------------- | ----- | ---------------------- | ---------------------------- |
| Pr.   | 11 mars | Santa Severa - Santa Severa (clm)     | 9,5   | Czesław Lang (POL)     | Czesław Lang (POL)           |
| 1     | 12 mars | Santa Marinella - Lac de Vico         | 193,0 | Guido Bontempi (ITA)   | Gerrie Knetemann (NED)       |
| 2     | 13 mars | Orte - Monte San Pietrangeli          | 220,0 | Moreno Argentin (ITA)  | Gerrie Knetemann (NED)       |
| 3     | 14 mars | Grottammare - Paglieta                | 210,0 | Moreno Argentin (ITA)  | Gerrie Knetemann (NED)       |
| 4     | 15 mars | Paglieta - Acquaviva Picena           | 206,0 | Laurent Fignon (FRA)   | Giuseppe Saronni (ITA)       |
| 5     | 16 mars | S.B del Tronto - S.B del Tronto (clm) | 18,3  | Bert Oosterbosch (NED) | Roberto Visentini (ITA)      |

## Classement général
|    | Cycliste                 | Pays       | Équipe                | Temps            |
| -- | ------------------------ | ---------- | --------------------- | ---------------- |
| 1  | Roberto Visentini        | Italie     | Inoxpran              | 22 h 50 min 20 s |
| 2  | Gerrie Knetemann         | Pays-Bas   | TI-Raleigh            | + 4 s            |
| 3  | Francesco Moser          | Italie     | Gis Gelati-Campagnolo | + 59 s           |
| 4  | Czesław Lang             | Pologne    | Gis Gelati-Campagnolo | + 59 s           |
| 5  | Alberto Fernández Blanco | Espagne    | Zor                   | + 1 min 03 s     |
| 6  | Giuseppe Petito          | Italie     | Alfa Lum              | + 1 min 09 s     |
| 7  | Laurent Fignon           | France     | Renault               | + 1 min 09 s     |
| 8  | Serge Demierre           | Suisse     | Cilo-Aufina           | + 1 min 17 s     |
| 9  | Giuseppe Saronni         | Italie     | Del Tongo             | + 1 min 19 s     |
| 10 | Greg LeMond              | États-Unis | Renault               | + 1 min 19 s     |